# Harghita (distrito)

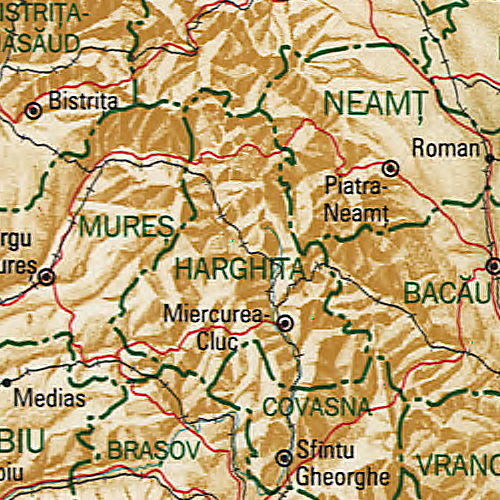
Mapa de Harghita

Harghita (em húngaro Hargita) é um judeţ (distrito) da Romênia, na região da Transilvânia. Sua capital é a cidade de Miercurea Ciuc.

## Geografia
Harghita possui uma área total de 6.639 km², é constituída principalmente por montanhas que estão ligadas aos Cárpatos Orientais, tais como as Montanhas Ciuc e as Montanhas Harghita; planaltos vulcânicos e os vales fluviais mais densamente povoados.
As montanhas são de origem vulcânica, por isso a região é conhecida por suas excelentes fontes de água mineral quente. Harghita é uma das regiões mais frias da Romênia, embora os verões podem ser bastante quentes.
Em Harguita nascem dois dos mais importantes rios da Romênia, o Mureş e o Olt. As nascentes destes dois rios estão localizadas próximas dos vilarejos de Izvoru Mureşului e Sândominic, e estão a apenas alguns quilômetros de distância uma da outra. O Mureş corre na direção oeste para o rio Tisza, enquanto o Olt corre na direção sul, com destino ao rio Danúbio. Na parte ocidental do condado, os rios Târnava (Târnava Mare e rio Târnava Mica) fluem para o planalto de Târnava, parte do Planalto da Transilvânia.
Os cenários naturais mais impressonantes da Harghita são:
- lago Sfanta Ana, em uma cratera vulcânica, perto da cidade de Băile Tuşnad;
- lago Lacu Roşu, um lago de montanha no nordeste, perto da cidade de Gheorgheni;
- Cheile Bicazului, um cânion estreito e dramático formado pelo rio Bicaz.

Harguita é conhecido por seus spa-resorts e suas águas minerais.

### Limites
- Neamţ e Bacău a leste;
- Mureş a oeste;
- Suceava ao norte;
- Braşov e Covasna ao sul.

## Demografia
Em 2002, Harghita possuía uma população de 326.222 habitantes com uma densidade demográfica de 52 hab/km².

### Grupos étnicos
- Húngaros: 84,6%
- Romenos: 14,1%
- Ciganos: 1.2% e outros.

Harghita possui a mais alta percentagem de húngaros da Romênia, à frente de Covasna. Os sículos, uma etnia húngara, formam a maioria da população do judeţ (distrito), estando os romenos concentrados na parte norte, principalmente em Topliţa e Bălan.

### Religião
Os sículos são em sua maioria católicos romanos, enquanto os romenos são principalmente Igreja Ortodoxa e os demais grupos húngaros são reformados e unitariano. Por religião, Harghita está dividido da seguinte forma:
- Católicos romanos (65%)
- Ortodoxos (13%)
- Reformados (13%)
- Unitariano (7%)
- Outros (2%)

### Evolução da população
| \| Ano \| nº habitantes \| \| ---- \| ------------- \| \| 1930 \| 250.194 \| \| 1948 \| 258.495 \| \| 1956 \| 273.964 \| \| 1966 \| 282.392 \| \| 1977 \| 326.310 \| \| 1992 \| 348.335 \| \| 2002 \| 326.222 \| |               |
| Ano | nº habitantes |
| 1930 | 250.194       |
| 1948 | 258.495       |
| 1956 | 273.964       |
| 1966 | 282.392       |
| 1977 | 326.310       |
| 1992 | 348.335       |
| 2002 | 326.222       |

## Economia
As indústrias predominantes são:
- Indústria madeireira
- Indústria alimentícia e de bebidas
- Indústria têxtil e de couro
- Fabricação de componentes mecânicos

## Turismo

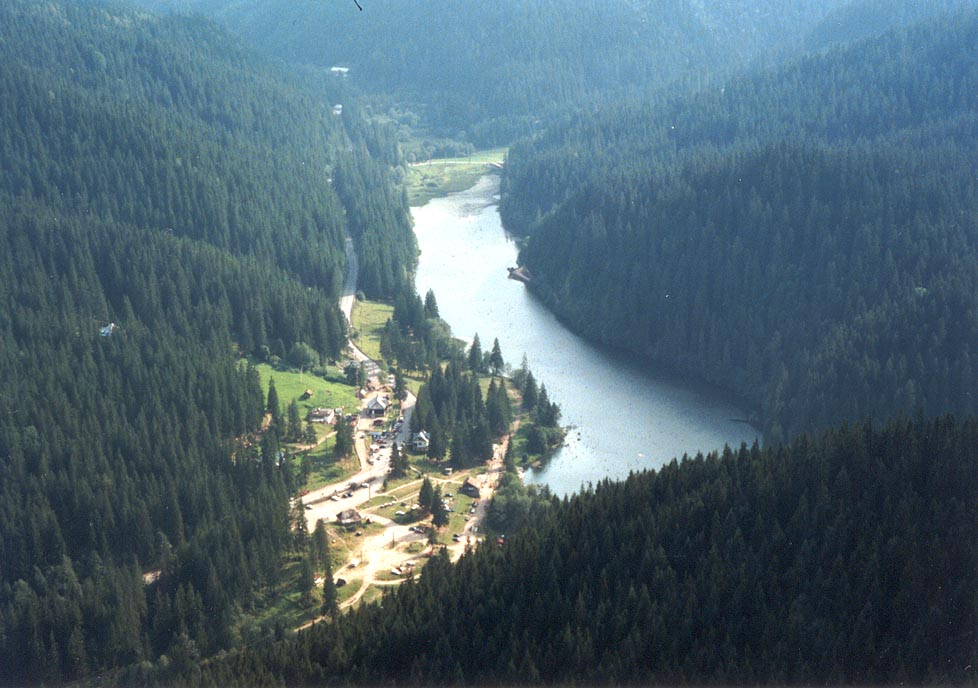
Lacu Roşu

As principais atrações turísticas de Harghita são:
- as cidades de Miercurea Ciuc, Odorheiu Secuiesc, Gheorgheni, Topliţa;
- os resorts de Băile Tuşnad, Borsec, Lacu Roşu, Izvorul Mureşului e Harghita Băi.
- Igrejas fortificadas de Transilvânia: Cârţa, Ciucsângeorgiu, Dârjiu (em UNESCO), Lăzarea, Leliceni, Mihăileni, Racu etc.

## Divisão administrativa
Harghita está dividida em 4 municípios, 5 cidades e 49 comunas, (nomes húngaros entre parênteses):
| - Băile Tuşnad (Tusnádfürdő) - Bălan (Balánbánya) - Borsec (Borszék) - Cristuru Secuiesc (Székelykeresztúr) - Vlăhiţa (Szentegyháza) | - Miercurea Ciuc (Csíkszereda) - Gheorgheni (Gyergyószentmiklós) - Odorheiu Secuiesc (Székelyudvarhely) - Topliţa (Maroshévíz) |

### Comunas
| - Atid (Etéd) - Avrămeşti (Szentábrahám) - Bilbor (Bélbor) - Brădeşti (Fenyéd) - Căpâlniţa (Kápolnásfalu) - Cârţa (Csíkkarcfalva) - Ciceu (Csíkcsicsó) - Ciucsângeorgiu (Csíkszentgyörgy) - Ciumani (Gyergyócsomafalva) - Corbu (Gyergyóholló) - Corund (Korond) - Cozmeni (Csíkkozmás) - Dăneşti (Csíkdánfalva) - Dârjiu (Székelyderzs) - Dealu (Oroszhegy) | - Ditrău (Ditró) - Feliceni (Felsőboldogfalva) - Frumoasa (Szépvíz) - Gălăutaş (Galócás) - Joseni (Gyergyóalfalu) - Lăzarea (Gyergyószárhegy) - Leliceni (Csíkszentlélek) - Lueta (Lövéte) - Lunca de Jos (Gyimesközéplok) - Lunca de Sus (Gyimesfelsőlok) - Lupeni (Farkaslaka) - Mădăraş (Csíkmadaras) - Mărtiniş (Homoródszentmárton) - Mereşti (Homoródalmás) - Mihăileni (Csíkszentmihály) | - Mugeni (Bögöz) - Ocland (Oklánd) - Păuleni-Ciuc (Csíkpálfalva) - Plăieşii de Jos (Kászonaltíz) - Porumbenii (Galambfalva) - Praid (Parajd) - Racu (Csíkrákos) - Remetea (Gyergyóremete) - Săcel (Székelyandrásfalva) - Sâncrăieni (Csíkszentkirály) - Sândominic (Csíkszentdomokos) - Sânmartin (Csíkszentmárton) - Sânsimion (Csíkszentsimon) - Sântimbru (Csíkszentimre) - Sărmaş (Salamás) | - Satu Mare (Máréfalva) - Secuieni (Újszékely) - Siculeni (Madéfalva) - Şimoneşti (Siménfalva) - Subcetate (Gyergyóvárhegy) - Suseni (Gyergyóújfalu) - Tomeşti (Csíkszenttamás) - Tulgheş (Gyergyótölgyes) - Tuşnad (Tusnád) - Ulieş (Kányád) - Vărşag (Székelyvarság) - Voşlăbeni (Vasláb) - Zetea (Zetelaka) |